# Finn Nørgaard
Pour les articles homonymes, voir Nørgaard.
Finn Nørgaard est un réalisateur et producteur danois de films documentaires, né le 27 mai 1959, et mort le 14 février 2015 lors des fusillades de Copenhague.

## Biographie
Finn Nørgaard est diplômé MA en cinéma et en communication de l'université de Copenhague. Il travaille pour la télévision publique de 1989 à 2001 avant de fonder Filmselskabet, une société de production,.
Nørgaard travaille sur le documentaire danois Soul to Soul en 1986. Il produit Kun for forrykte, un documentaire de 1988 sur Eik Skaløe et le groupe rock Steppeulvene (da), Lê Lê - De jyske vietnamesere (2008) consacré à l'intégration d'une famille vietnamienne installée à Copenhague, ainsi que En anden vej (2009), dans lequel de jeunes délinquants effectuent un pèlerinage à Saint-Jacques-de-Compostelle,. En 2004, il dirige le film documentaire Boomerang drengen, qui s'intéresse à un jeune Australien participant à une compétition de lancer de boomerang,.
Il joue dans En afgrund af frihed, un film de Peter Eszterhas sorti en 1989, et Skyggen, réalisé en 1998 par Thomas Borch Nielsen.
Finn Nørgaard est tué le 14 février 2015 lors d'une attaque armée au cours d'un débat intitulé « Art, blasphème et liberté d'expression » organisé par le comité Lars Vilks au centre culturel Krudttønden dans le quartier de Østerbro à Copenhague.